# Brian Ua Neill
Brian Ua Neill (... – 1260) fu re supremo d'Irlanda dal 1258 al 1260, anno in cui morì nella battaglia di Druim-dearg.
Era figlio di Niall Ruadh, nipote di Muircheartach Muigh, che morì nel 1160. Era parente di Niall Caille e suo figlio Aedh Finnlaith sposò Mael Muire, figlia di re Kenneth I di Scozia. A lui successe Edward Bruce.